# Waiting for the End
Waiting for the End – ballada rockowa amerykańskiego zespołu Linkin Park, wydana jako drugi singel z ich czwartego albumu studyjnego, A Thousand Suns. Został wydany 1 października 2010.

## Lista utworów
1. „Waiting for the End” – 3:51
2. „Waiting for the End” (The Glitch Mob Remix) – 4:54

## Listy przebojów
| Lista przebojów (2010–2011) | Pozycja |
| --------------------------- | ------- |
| Ö3 Austria Top 40           | 34      |
| Ultratop 50                 | 20      |
| Canadian Hot 100            | 55      |
| Media Control Charts        | 29      |
| Schweizer Hitparade         | 58      |
| UK Singles Chart            | 90      |
| Billboard Hot 100           | 42      |
| Billboard Rock Songs        | 2       |
| Modern Rock Tracks          | 1       |
| Mainstream Top 40           | 21      |
| Hot Adult Top 40 Tracks     | 11      |